# Zrinka Cvitešić
Zrinka Cvitešić, född 18 juli 1979 i Karlovac i Kroatien, är en kroatisk skådespelerska. 
Hon är mest känd för sin roll som den Luna i film On the Path. 
2023 medverkar hon i TV-serien The Power.